# Рошняте
Рошня́те —  село Калуського району Івано-Франківської області. Входить до складу Дубівської сільської громади.

## Історія
Село було засноване галицьким старостою Миколаєм Сенявським в 1550 році. Первісно називалося Ротанами або Роксанами (Rotany, Roxany) і входило до Калуського староства Галицької землі. Орієнтовно в середині XVII ст. це поселення (в джерелах фігурує як Reszniate) опинилося в Жидачівському повіті Львівської землі. 
У 1648 році жителі села брали активну участь у народному повстанні, за що їх очікувала кривава розправа після відходу Хмельницького.
У 1786 р. в селі було 23 хати і 133 мешканці.
Історія цього села тісно пов’язана з історією села Вільхівка. Свого часу ці два села належали до однієї парафії. Церква св. Пророка Іллі, яка стояла до 1840-х років (в цих роках вона згоріла), була спільною для жителів двох сіл. Там зараз є капличка Зіслання Св.Духа (фундатор п. М.О. Мердух). В 1841 році у Вільхівці було 55 будинків,  в яких проживали селяни (agricola), а в Решнятому понад 60. З кожним роком село збільшувалося і в 1891 році було вже 100 будинків, а ще через десяток літ в селі налічувалося 120 хат. В 1887 р. в селі Решняте було відкрито Церкву і парохію "Собор Івана Христителя".
У 1939 році в селі проживало 630 мешканців (усі 630 — українці). Село належало до гміни Перегіньско Долинського повіту Станиславівського воєводства.
У січні 1940 р. була утворена Решнятівська сільська рада у складі Рожнятівського району. 19 листопада 1940 р. указом Президії Верховної Ради УРСР Решнятівська сільська рада передана з Рожнятівського району до Новичанського району, райцентр перенесено з села Новиця в селище Перегінське і район перейменовано на Перегінський. У 1959 р. у зв’язку з ліквідацією Перегінського району Решнятівська сільська рада була передана до складу Рожнятівського району.
Івано-Франківська обласна Рада рішенням від 15 листопада 1995 року передала село Рошняте з Перегінської селищної ради в підпорядкування Вільхівській сільській Раді.

## Населення

### Мова
Розподіл населення за рідною мовою за даними перепису 2001 року:
| Мова       | Кількість | Відсоток |
| ---------- | --------- | -------- |
| українська | 275       | 99.64%   |
| російська  | 1         | 0.36%    |
| Усього     | 276       | 100%     |

## Сучасність
З 276 жителів села 260 є греко-католиками.